# Distrikt Sayán
Der Distrikt Sayán liegt in der Provinz Huaura im Norden der Region Lima im zentralen Westen von Peru. Der Distrikt wurde am 12. Februar 1857 gegründet. Er hat eine Fläche von 1310,77 km². Beim Zensus 2017 lebten 23.408 Einwohner im Distrikt. Im Jahr 1993 betrug die Einwohnerzahl 18.395, im Jahr 2007 21.962. Verwaltungssitz ist die 685 m hoch gelegene Kleinstadt Sayán mit 4422 Einwohnern (Stand 2017). Weitere größere Orte im Distrikt sind Andahuasi (2931 Einwohner), Diecisiete de Enero (869 Einwohner), Don Alberto (845 Einwohner), La Merced (944 Einwohner), La Villa (3913 Einwohner) und Nuevo Octobre (2662 Einwohner).

## Geographische Lage
Der Distrikt Sayán liegt zentral in der Provinz Huaura. Er erstreckt sich über die Ausläufer der peruanischen Westkordillere. Der Fluss Río Huaura durchfließt den Distrikt in westlicher Richtung. Die Landschaft ist größtenteils Wüste. Entlang den Flüssen findet bewässerte Landwirtschaft statt.
Der Distrikt Sayán grenzt im Südwesten an den Distrikt Huacho, im Westen an die Distrikte Santa María und Huaura, im Norden an die Distrikte Ámbar und Cochamarca (letzterer in der Provinz Oyón), im Osten an die Distrikte Leoncio Prado und Ihuarí (letzterer in der Provinz Huaral) sowie im Süden an den Distrikt Huaral (ebenfalls in der Provinz Huaral).